# Vilayet di Kastamonu
Il vilayet di Kastamonu (in turco Vilâyet-i Kastamuni), fu un vilayet dell'Impero ottomano.

## Geografia antropica

### Suddivisioni amministrative
I sangiaccati del vilayet di Kastamonu:
1. sanjak di Kastamonu
2. sanjak di Kengiri (Çankiri)
3. sanjak di Sinob

- Sanjak di Bolu (sanjak di Boli), oggi provincia di Bolu, fu un sanjak indipendente confinante col Vilayet di Kastamonu.[2]

## Composizione della popolazione
| Provenienza della popolazione residente (dati del 1914)) |         |
| Musulmani                                                | 737.302 |
| Greci                                                    | 20.958  |
| Armeni                                                   | 8.959   |